# هايكي ماكيلا
هايكي ماكيلا (بالفنلندية: Heikki Mäkelä)‏ هو راكب الكنو فنلندي، ولد في 19 فبراير 1946.

## وصلات خارجية
- هايكي ماكيلا على موقع اللجنة الأولمبية الدولية (الإنجليزية)
- هايكي ماكيلا على موقع أوليمبيديا (الإنجليزية)